# Parictis
Parictis — вимерлий арктоїд. Це був дуже маленький і витончений арктоїд з черепом довжиною всього 7 см. Скам'янілості знайдено в Африці, Євразії, Північній Америці.